# Río Blanco (Nicaragua)
Río Blanco è un comune del Nicaragua facente parte del dipartimento di Matagalpa.